# Skjærhalden
Skjærhalden (oficialmente Skjærhallen, Skjærhollen) es el centro administrativo del municipio de Hvaler, en la provincia de Østfold, Noruega. Está situado en la isla de Kirkeøy. Su población era de 856 habitantes en 2014.

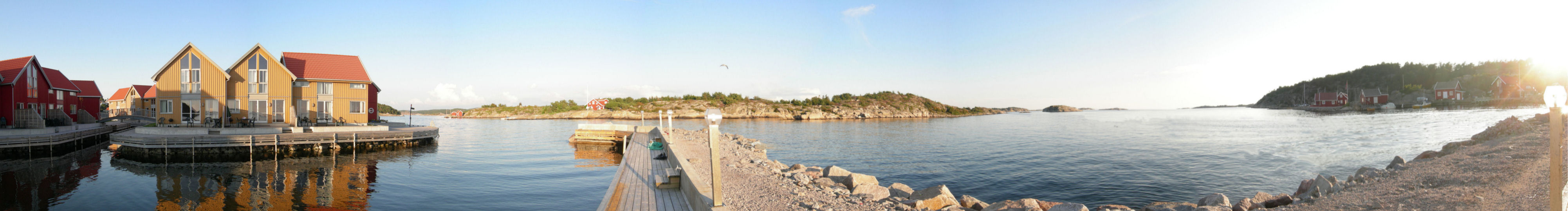
Vista panorámica del puerto de Skjærhalden.